# Kalobe
Kalobe ist ein Verwaltungsbezirk (Ward) des Distrikts Mbeya (CC) in der tansanischen Region Mbeya.

## Geografie
Kalobe ist ein Stadtbezirk im Südwesten des Zentrums der Regionshauptstadt Mbeya. Die Grenze im Norden wird durch einen Quellfluss des  Songwe (Janga River), die Grenze im Südosten durch die Nationalstraße T1 gebildet. Die Fläche des Stadtteils beträgt 4,3 Quadratkilometer und bei der Volkszählung 2022 lebten hier 17.498 Menschen in 4887 Haushalten.

## Gliederung
Der Bezirk besteht aus sechs Stadtteilen (Mtaa):
- Majengo A
- Majengo Mapya
- Maendeleo A
- Maendeleo B
- Kalobe
- DDC

## Wirtschaft und Infrastruktur
- Bildung: Die Itende High School ist eine 1992 gegründete Privatschule.[6] Die Kalobe Secondary School bildet Jugendliche bis zur 4. Stufe aus.[7]
- Gesundheit: Im Distrikt liegen ein privates Entbindungs- und Pflegeheim,[8] die private Poliklinik City Pediatric[9] und eine staatliche Apotheke.[10]